# Герасимович, Леонид Степанович
Леонид Степанович Герасимович (род. 7 января 1939, Минск) — советский и белорусский учёный в области электротехнологий и электрооборудования в сельском хозяйстве, академик Национальной академии наук Беларуси (2003), в 1989—2003 гг. ректор Белорусского государственного аграрного технического университета (БГАТУ).

## Биография
Родился 07.01.1939 в Минске.
В 1959—1967 гг. работал электромонтажником Белэнергомонтажа, конструктором 1-й категории СКБ-3 Минавтопрома.
Окончил Белорусский институт механизации сельского хозяйства (БИМСХ) (1967) и его аспирантуру (1970).
Работал там же: с 1970 г. ассистент, старший преподаватель, с 1973 г. доцент, с 1984 г. профессор и заведующий кафедрой, с 1988 г. проректор по научной работе, в 1989—2003 гг. ректор Белорусского государственного аграрного технического университета (БГАТУ).
Специалист в области электротехнологий и электрооборудования в сельском хозяйстве
Разработал научные основы низкотемпературного поверхностно-распределенного (пленочного) электронагрева.
Доктор технических наук (1983), профессор (1985). Академик Академии аграрных наук Республики Беларусь (1996) и Национальной академии наук Беларуси (2003).
Автор более 200 научных работ, 110 изобретений и патентов.
Публикации:
- Низкотемпературные поверхностно-распределенные электронагреватели в сельском хозяйстве. Мн., 1980 (в соавт.).
- Электротермическое оборудование сельскохозяйственного производства. Мн.: Ураджай, 1995 (в соавт.).
- Техническое обеспечение процессов в животноводстве. Мн.: Белорусская наука, 2004 (в соавт.)
- Научные основы питания томатов на минеральных субстратах. Мн.: Академия управления при Президенте Республики Беларусь, 2005 (совм. с Веремейчик Л. А.).

Заслуженный работник образования Республики Беларусь (1995).